# Thomas Paumen
Thomas Paumen (Genk, 7 november 1999) is een Belgisch voetballer die als middenvelder speelt.

## Carrière
Thomas Paumen speelde in de jeugd van KRC Genk en Roda JC Kerkrade. Sinds het begin van het seizoen 2018/19 maakt hij deel uit van de selectie van Roda JC Kerkrade. Hij debuteerde voor Roda JC op 14 oktober 2018, in de met 3-0 verloren uitwedstrijd in de Eerste divisie tegen Go Ahead Eagles. Paumen kwam in de 46e minuut in het veld voor Gyliano van Velzen. Ook speelde hij in de met 0-1 gewonnen bekerwedstrijd tegen SV Urk. In 2019 vertrok hij naar Patro Eisden Maasmechelen. Hier speelde hij in het seizoen 2019/20 geen enkele wedstrijd in de Eerste klasse amateurs, en zodoende vertrok hij in de zomer naar Bilzerse Waltwilder VV.

### Statistieken
| Seizoen                         | Club                      | Land           | Competitie              | Competitie | Competitie | Beker | Beker | Totaal | Totaal |
| Seizoen                         | Club                      | Land           | Competitie              | Wed.       | Dlp.       | Wed.  | Dlp.  | Wed.   | Dlp.   |
| ------------------------------- | ------------------------- | -------------- | ----------------------- | ---------- | ---------- | ----- | ----- | ------ | ------ |
| 2018/19                         | Roda JC Kerkrade          | Nederland      | Eerste divisie          | 1          | 0          | 1     | 0     | 2      | 0      |
| 2019/20                         | Patro Eisden Maasmechelen | België         | Eerste klasse Ama.      | 0          | 0          | 0     | 0     | 0      | 0      |
| 2020/21                         | Bilzerse Waltwilder VV    | België         | Eerste provinciale Lim. | 5          | 2          | 2     | 1     | 7      | 3      |
| 2021/22                         | RC Hades Kiewit Hasselt   | België         | Tweede afdeling VV B    | 23         | 4          | 2     | 1     | 25     | 5      |
| 2022/23                         | KVC Houtvenne             | België         | Derde afdeling VV B     | 30         | 8          | 4     | 3     | 34     | 11     |
| 2023/24                         | FC Esperanza Pelt         | België         | Derde afdeling VV B     | 1          | 0          | 4     | 0     | 5      | 0      |
| Carrièretotaal                  | Carrièretotaal            | Carrièretotaal | Carrièretotaal          | 60         | 14         | 13    | 5     | 73     | 19     |
| Bijgewerkt op 13 september 2023 |                           |                |                         |            |            |       |       |        |        |